# Periplaneta
Periplaneta és un gènere d'insectes blatodeus de la família Blattidae. Inclou espècies domèstiques molt comunes, com Periplaneta americana. Rep el nom popular de corredora.